# Grdun
Grdun je naselje u sjeverozapadnom dijelu Karlovačke županije, desetak kilometara od Karlovca u smjeru grada Ozlja. 

## Zemljopis
Nalazi se na lijevoj obali rijeke Dobre, okruženo naseljima Tomašnica, Piščetke, Vrbanska Draga te Jaškovo.  Na desnoj obali Dobre, nasuprot Grduna nalazi se naselje Zadobarje. Grdun administrativno pripada gradu Ozlju, a crkveno staroj hrvatskoj župi Uzvišenja Svetog Križa u Završju Netretićkom koja spada u Ozaljsko-lipnički dekanat Zagrebačke nadbiskupije. Do 1952. godine Grdun je pripadao pod općinu Netretić. 
Mjesto se neslužbeno dijeli na Donji Grdun (uz rijeku Dobru i staru frankopansku cestu prema Ozlju) te na Gornji Grdun (prema Pišćetkama i Gornjoj Tomašnici). Grdun se sastoji od jedanaest raštrkanih            zaselaka od kojih su neki danas pusti i napušteni dok se najveći dio stanovništva slio na potez uz obalu Dobre. Grdunski zaselci jesu :Vuljanići, Brozi, Kišuri, Pleskine, Blažuni, Janžetići, Vranići, Lovrasi, Karabogdani, Poljaki, Basar selo i Gornji Grdun.

## Stanovništvo
Za Grdun je karakteristično da u jednom zaselku žive stanovnici s istim prezimenom, a svaki zaselak obično je smješten na jednom brdu ili "brigu". Na Gornjem Grdunu zastupljena su prezimena Blažun i Grdunac a osim prezimena koja su naprijed navedena po kojima su zaselci dobili nazive u Grdunu su zastupljena još i prezimena:  Vuljanić, Crnković, Guštin, Ćuk, Furlić, Gunjila, Časni, Plavan, Filipaš, Poljak, Bendeković, Erdeljac, Tomašić, Golubić, Resovac, Maleš,  Prajz.  Neka od tih prezimena su u potpunosti izumrla u Grdunu, ali njihovi potomci žive u drugim mjestima u Hrvatskoj ili šire.
Zanimljivo je da prezime Pleskina postoji izvorno samo u Grdunu i nigdje više u Hrvatskoj, tako da svi Pleskine koji su danas raštrkani po središnjoj Hrvatskoj, Njemačkoj, Švedskoj i Kanadi izvorno potječu iz Grduna tj. s "Pleskinskog briga".
Zbog cijelih zaselaka s ljudima istog prezimenima u upotrebi su  nadimci ( prišvarki ) kao na primjer: Merikanti i Šmitovi (potječu od istog prezimena Vuljanić),Sridnji, Ćop, Franc, Tanjir, Bajgin, Ribar, Najdenac, Šubo, Tuljan, Gornji, Jivo, Maruga, Koren, Šerežan, Diba i mnogi drugi. Ti nadimci su često više u upotrebi nego samo prezime.
Stanovništvo Grduna oduvijek je bilo homogeno hrvatsko i rimokatoličko, izuzetno složno. Sami za sebe vole pomalo u šali naglašavati da su Brajci, dok stanovnici okolnih pretežito ravničarskih mjesta Jaškova i Malog Erjavca vole Grdunčane podrugljivo nazivati Živičarima jer žive u šumi – živici. Istovremeno Grdunčanima ne smeta previše naziv Živičar jer oni pod tim pojmom podrazumjevaju žilave, čvrste, izdržljive i poštene ljude. 
Sve je to dio lokalnog narodnog folklora koji polako odlazi u zaborav.
Kao i mnoga okolna sela i Grdun je poharala bijela kuga a zbog teškog života, škrte zemlje i siromaštva mnogi stanovnici  iselili su iz tog kraja. U vremenu poslije Drugog svjetskog rata Grdun je doživio najveće osiromašenje, bio je sustavno zanemarivan i u tom je vremenu Grdun napustilo najviše stanovništva.
Prema popisu stanovništva iz 2001. godine, naselje je imalo 160 stanovnika te 55 obiteljskih kućanstava.
| broj stanovnika | 261   | 306   | 322   | 385   | 404   | 413   | 367   | 458   | 477   | 479   | 408   | 339   | 251   | 208   | 160   | 136   | 118   |
|                 | 1857. | 1869. | 1880. | 1890. | 1900. | 1910. | 1921. | 1931. | 1948. | 1953. | 1961. | 1971. | 1981. | 1991. | 2001. | 2011. | 2021. |

- 2001. – 160
- 1991. – 208 (Hrvati – 208)
- 1981. – 251 (Hrvati – 251)
- 1971. – 339 (Hrvati – 339)

## Povijest
Grdun se prvi put spominje 1441. godine zajedno s Tomašnicom, Dobrom (Novigrad na Dobri) i Zadobarjem kao dio župe Sv. Križa u Završju (Zavrhi) Netretićkom. Sama župa Sv. Križa spominje se već 1334. godine u statutu biskupije zagrebačke nadđakona goričkog Ivana kao jedna od župa podgorskog kotara goričkog arhiđakonata. 
Iz diobenog spisa vlastelinstva Ozalj iz 1550. i 1661. godine vidljivo je da je Grdun pripadao pod ozaljsko vlastelinstvo zajedno s okolnim selima.
Grdun je nekada bio na daleko poznat po proizvodnji vapna te se ta tradicija zadržala u nekim domaćinstvima do današnjih dana. Vapno se peklo u posebnim pećima tzv.  "vapnikama" i prava je šteta da danas nije sačuvana ni jedna "vapnika". U proizvodnji vapna sudjelovala su mnoga domaćinstava, neki su bili vlasnici vapnenki, neki su nabavljali drvo – gorivo za vapnenke, neki su bili poznati kao obrađivači kamena, drugi su razvozili gotovo pečeno vapno s konjskim i volovskim zapregama.
Rad oko proizvodnje vapna bio je izuzetno težak i naporan a život vapnara skroman i siromašan s čestim povredama i bolestima.
Grdunski kirijaši razvozili su vapno s volovskim a kasnije i s konjskim zapregama sve do Metlike, Gline i Slunja. Vjerojatno su u davnini vapnom oprskrbljivali i graditelje Karlovca kao i Starog grada Ozlja. 
Grdun ima nekoliko prirodnih izvora s vrlo kvalitetnom vodom, najpoznatiji izvori su : "Gradišće", "Jarača" i "Pećina". Na njima se stanovništvo opskrbljivalo s vodom sve do 1974. godine kada su mještani izgradili vodovod s vlastitim radom i sredstvima. Stanovnici Grduna također su vlastitim snagama i slogom podigli i električnu mrežu 1958. godine.
U Grdunu postoji lokacija koja se zove Ciglenica gdje se nekada proizvodila cigla, a i danas je vidljivo mjesto gdje se kopala glina. Grdun je bio selo drvenih kuća, od kojih su mnoge još danas sačuvane. Bio je poznat po svojim šumama, tako da mnogi žitelji iz okolnih sela imaju vlastite šume u Grdunu, naročito u predjelu "Bukovlje" i "Pušćike". Šume su bogate s divljači, a u proljeće i jesen pune su šetača i berača gljiva i kestenja. 
Sedamdesetih godina prošlog stoljeća tadašnja mladež bila je dosta brojna i aktivna tako da su organizirali svoje "zabave" i izlete, ta generacija je i danas pokretač svih aktivnosti u selu. Mladež se okupljala u predjelu Bridovice, gdje su uredili nogometni teren, tzv. Blatušu gdje se svake Nedjelje popodne igra nogomet.
Dolaskom  višestranačja 1990. godine i osamostaljenjem R. Hrvatske za Grdun dolaze bolji dani kada se kreće u modernizaciju cesta, uvođenje autobusnih linija za Karlovac i Ozalj, poboljšanje elektrifikacije, izgradnje telefonske mreže te postavljanje javne rasvjete.
Zadnjih dvadesetak godina Grdun je postao popularno izletište za vikendaše, pogotovo iz Zagreba i Karlovca a mnogi su izgradili i vlastite vikendice.

## Spomenici i znamenitosti
U Donjem Grdunu očuvan je lijepi niz starih drvenih kuća. U Gornjem Grdunu se nalazi plemićki dvor, odnosno kurija iz 18. stoljeća u kojem je u jesen 1932. godine otvorena dvorazredna pučka škola za djecu iz Grduna, Piščetaka i Netretićkog Golog Vrha. 
Nastavne 1938./39. god. školu polazi čak 99 učenika (21+25+27+26). Zbog naglog smanjivanja broja učenika, škola je ukinuta 1975. godine. Danas se dvor nalazi u privatnom vlasništvu. 
Tu se također nalazi i kapelica tj. kip Blažene Djevice Marije. Grdun i Zadobarje povezuje stari drveni most.

## Kultura i turizam
Grdun je u karlovačkom kraju poznat po tradicionalnoj biciklijadi koja se održava na praznik rada, 1. svibnja u organizaciji sindikata i Grada Karlovca. Tog dana se slije mnoštvo biciklista, motorista te izletnika iz Karlovca, Duge Rese, Ozlja te okolnih naselja na poznato grdunsko kupalište, jedno od najpoznatijih karlovačkih kupališta na rijeci Dobri kod poznatog restorana Papalina u Grdunu, gdje se održava raznolik i bogat zabavni program. Na grdunskom kupalištu se tijekom godine održava niz ostalih raznih zabavnih manifestacija poput tradicionalnih motorističkih susreta, natjecanja u spravljanju ribe (fišijada) te raznih nastupa lokalnih glazbenih sastava. Kod kupališta se također nalaze još dvije grdunske znamenitosti, stara očuvana vodenica s mlinarevom kućom te prelijepi slap na Dobri.
Za  Veliku subotu Grdunčani grade veliki krijes tzv. Vazmenku, uz koju zajednički dočekuju Uskrs. 
Prije se također išlo u  "Jurjevo" kada su mladići pjevajući nosili mlado brezovo drvo po selu od kuće do kuće navješćujući proljeće,  kao i u  "Štefanje" na dan Sv. Stjepana kada se na konjima obilazilo selo i čestitao Božić i Nova Godina. Grdun je bio nekad dobro poznat i po svojim maškarama koje su obilazile sve kuće u selu.
Danas Grdun ima jaku muško-žensku ekipu koja redovito sudjeluje na Ozaljskom sportskim igrama. Za spomenutu ekipu pored Grdunčana nastupanju i ostali koji svoje obiteljske korijene vuku iz Grduna. Također mladež je angažirana u DVD Jaškovo te u nogometnom klubu Zrinski Ozalj a dio starijih aktivan je u KUD-u Zadobarje.